# Akiko Higashimura
Akiko Higashimura (東村 アキコ Higashimura Akiko?, född den 15 oktober 1975), artistnamn för Akiko Hayashi (林　明子 Hayashi Akiko?), är en serietecknare och -författare från Miyazaki, Japan. Hon debuterade i seinentidskriften Weekly Morning, och blev senare känd för sin manga Kisekae Yuka-chan som publicerades i tidskriften You. 2008 skrev hon engångspublikationen Chuō-Sen Cinema Paradise för tidskriften Jump SQ.
Higashimura har blivit nominerad för Manga Taishō-priset tre gånger: 2008 för Himawari: Kenichi Legend, 2009 för Mama wa Temparist och 2011 för Omo ni Naitemasu. 2015 vann hon det för sin självbiografiska serie Kakukaku Shikajika.

### Manga
- Kisekae Yuka-chan (きせかえユカちゃん?) (2001–. Shueisha)
- Himawari: Kenichi Legend (ひまわりっ 健一レジェンド?) (2006–2010. Kōdansha)
- Mama wa Tenparist (ママはテンパリスト?) (2007–2011. Shueisha)
- Tenparist: Babies (テンパリスト☆ベイビーズ?) (2007–2008)
- Kuragehime (海月姫?) (2008–. Kōdansha)
- Kuragehime Hideo Retsuden (海月姫 英雄列伝?) (2009–2014)
- Omo ni Naitemasu (主に泣いてます?) (2010–2013. Kōdansha)
- Higashimura Akiko no Tenpatteru J (東村アキコのテンパってるJ?) (2010–.)
- Kakukaku Shikajika (かくかくしかじか?) (2012–2015. Shueisha)
- Meropon Dashi! (メロポンだし!?) (2013–. Kōdansha)
- Tokyo Tarareba Musume (東京タラレバ娘?) (2014–. Kōdansha)
- Bishoku Tantei (美食探偵?) (2015. Shueisha. Engångspublikation)[7]